# Дятлов, Иван Александрович
Ива́н Алекса́ндрович Дя́тлов (род. 7 октября 1999, Вичуга, Ивановская область) — российский певец, победитель второго сезона белорусского вокального телепроекта «Фактор.BY» (2023) и первого сезона российского телешоу «Ну-ка, все вместе! Хором!» в составе Академического мужского хора МИФИ (2024). Бронзовый призёр Международного фестиваля искусств «Славянский базар в Витебске» (2019). Финалист четвёртого сезона Всероссийского вокального телеконкурса «Новая звезда» (2019). Участник двенадцатого сезона вокального телешоу «Голос» (2024).

## Биография
Родился 7 октября 1999 года в городе Вичуге Ивановской области в семье инженеров.
В 2004 году, в возрасте 5 лет, начал обучение в основной общеобразовательной школе № 6 и стал заниматься музыкой и пением в Центре детского творчества у педагога-наставника Светланы Хабаровой. Впервые вышел на сцену в 6 лет.
В 2008 году перевёлся в физико-математический класс средней общеобразовательной школы № 13, которую окончил в 2016 году с золотой медалью.
С 11 лет стал учиться эстрадному вокалу в Образцовой эстрадной студии «А+Б» под руководством заслуженного работника культуры России Татьяны Охомуш.
В 12-летнем возрасте впервые принял участие во Всероссийском фестивале-конкурсе «Хрустальные звёздочки», где на юного вокалиста обратил внимание председатель жюри, народный артист СССР Иосиф Кобзон. На заключительном гала-концерте он предложил Ивану спеть дуэтом песню «Надежда».
В 2015 году впервые побывал в Беларуси в рамках концерта детей-участников Всероссийского фестиваля-конкурса «Хрустальные звёздочки».
В 2016 году переехал в Москву и поступил в Национальный исследовательский ядерный университет «МИФИ», став солистом Академического мужского хора МИФИ.
С 2019 по 2023 год работал программистом и системным аналитиком в консалтинговых и банковских компаниях.
В 2021 году окончил специалитет Института интеллектуальных кибернетических систем МИФИ по специальности «Инженер-программист» и продолжил обучение в аспирантуре.
В 2024 году с красным дипломом окончил Институт театрального искусства им. народного артиста СССР Иосифа Кобзона (мастерская Даниила Спиваковского) по специальности «Артист драматического театра и кино».
В 2025 году окончил аспирантуру МИФИ по специальности «Преподаватель-исследователь».

## Творчество

### Синглы
| Год  | Название                                       |
| ---- | ---------------------------------------------- |
| 2022 | «Снег»                                         |
| 2022 | «Я выдыхаюсь»                                  |
| 2023 | «Ты мой допинг» (feat. Dibur)                  |
| 2023 | «Не лги»                                       |
| 2023 | «Небо Беларуси» (feat. Виктория Алешко)        |
| 2024 | «Вникуда»                                      |
| 2025 | «На всех языках любви» (feat. Виктория Алешко) |

### Видеография
| Год  | Клип     | Режиссёр     |
| ---- | -------- | ------------ |
| 2023 | «Не лги» | Мария Акулич |

### Телевидение

#### Участник
- декабрь 2018 — май 2019 — 4-й сезон Всероссийского вокального телевизионного конкурса «Новая звезда» («Звезда») — представитель Ивановской области — 4-е место[14][15][16].
- октябрь 2022 — январь 2023 — 2-й сезон Белорусского вокального телевизионного шоу талантов «Фактор.BY» («Беларусь 1») — Победитель (наставник Сергей Соседов)[10][17][18][19][20].
- апрель 2023 — 3-й сезон вокально-экспериментального шоу «Музыкальная интуиция» (ТНТ) — Участник[21].
- ноябрь 2023 — экстремальное шоу «Герои. Перезагрузка» («Беларусь 1») — Участник команды «Феникс»[22].
- январь 2024 — 12-й сезон вокального шоу «Голос» (Первый канал) — Участник[23].
- февраль — март 2024 — 1-й сезон российского вокального телевизионного шоу «Ну-ка, все вместе! Хором!» («Россия-1») — Победитель в составе Академического мужского хора МИФИ[24].

#### Гость
- январь 2023[25], июнь 2023[26], июль 2023[27] — утреннее шоу «Добрай ранiцы, Беларусь!» («Беларусь 1») — Гость программы.
- февраль 2023 — ток-шоу «Скажинемолчи» («Беларусь 1») — Главный герой программы[28].
- февраль 2023 — ток-шоу «Смысл жизни» («Беларусь 1») — Главный герой программы[29] [30].
- февраль 2023 — утреннее шоу «Включайся!» («Беларусь 2») — Гость программы[31].
- май 2023 — «Песни от всей души» («Россия-1») — Гость программы[32][33][34][35].
- июнь 2023 — «100 вопросов взрослому» («Беларусь 1») — Главный герой программы[36][37][38].
- июль 2023 — молодёжный интерактивный проект «ПИН_КОД» («Беларусь 2») — Гость программы[39].
- с ноября 2023 принимает участие в некоторых выпусках программы «Галерея звёзд» («Звезда»)[40].
- март 2024 — «Жизнь и судьба» («Россия-1») — Главный герой программы вместе с художественным руководителем Академического мужского хора МИФИ Надеждой Малявиной[41].
- с декабря 2024 принимает участие в некоторых выпусках программы «Романтика романса» («Россия-Культура»)[42].
- декабрь 2024 — новогодний концерт «Любимые песни на "Звезде"» («Звезда») — Гость программы[43].
- декабрь 2024 — новогодний выпуск программы «Добрый вечер!» («Беларусь 1») — Гость программы[44].
- март 2025 — проект «Утро на Спасе» («Спас») — Гость программы[45].

## Награды и номинации
- февраль 2016 — Победитель Международного фестиваля языка и культуры «Краски мира» в Таиланде, на котором представлял Россию[46].
- февраль 2018 — Лауреат Международного фестиваля-конкурса национальной патриотической песни «Красная гвоздика»[47].
- сентябрь 2018 — Победитель XIII Международного фестиваля «Молодёжь — за Союзное государство»[48][49].
- июль 2019 — Бронзовый призёр XXVIII Международного фестиваля искусств «Славянский базар в Витебске», на котором представлял Россию[50][51][52][53].
- октябрь 2019 — Лауреат Международного фестиваля эстрадных исполнителей Voice of Nur-Sultan в Казахстане, на котором представлял Россию[54].
- декабрь 2024 — Гран-при на XXVIII Московском международном конкурсе молодых исполнителей русского романса «Романсиада»[55][56].

## Мнения
- Серёга: «Дятлов — это запредельный уровень, он всегда на этом уровне и работает».
- Руслан Алехно: «На его концерты будут ходить так, как ходили на концерты Магомаева и Кобзона»[10].

## Интервью
- «Союзное Вече» — «Дзякуй за фестываль!» // сентябрь 2018
- «Вичугские новости» — Иван Дятлов поделился своими впечатлениями от участия в конкурсе «Новая звезда» // декабрь 2018
- «Ивановская газета» — Участник шоу «Фактор.by» Иван Дятлов: «Сцена помогла мне раскрыться» // январь 2023
- «СБ. Беларусь сегодня» — Победитель шоу «Фактор.by» Иван Дятлов не верит в знаки, но верит в мечту // февраль 2023
- «Народная газета» — Победитель второго сезона шоу «Фактор.by» Иван Дятлов готовится порадовать концертами белорусскую публику // февраль 2023
- радиостанция «Радиус FM» — «Шоу с толком» — Победитель шоу «Фактор.BY» Иван Дятлов // февраль 2023
- IvanovoNews — Певец Иван Дятлов: «Я решил, что в свои 23 года имею право сделать выбор в пользу творчества» // март 2023
- YouTube-канал Moladz_by — Иван Дятлов: «Может не было вчера ничего» // май 2023
- радиостанция «Минская волна» — Иван Дятлов — интервью радио «Минская волна» // июнь 2023
- «Учительская газета» — Так сложились звёзды // август 2023